# Dan Ibsen Sørensen
Dan Ibsen Sørensen (Frederiksberg, 5 de octubre de 1954) es un deportista danés que compitió en vela en la clase 470. Ganó una medalla de plata en el Campeonato Europeo de 470 de 1976.

## Palmarés internacional
| Campeonato Europeo | Campeonato Europeo   | Campeonato Europeo | Campeonato Europeo |
| Año                | Lugar                | Medalla            | Clase              |
| ------------------ | -------------------- | ------------------ | ------------------ |
| 1976               | Hellerup (Dinamarca) | Medalla de plata   | 470                |